# Gottfried VII. (Ziegenhain)
Gottfried VII. († vor 8. November 1372) war von 1359 bis zu seinem Tod Graf von Ziegenhain und Nidda und 1370–1372 Hauptmann des gegen die hessischen Landgrafen gerichteten Sternerbunds. Er verstarb noch während des Sternerkriegs.

## Familie
Gottfried war der älteste von drei namentlich bekannten Söhnen des Grafen Johann I. († 1359) von Ziegenhain aus dessen im Jahre 1311 geschlossenen Ehe mit Lukardis (Luitgard) von Ziegenhain-Nidda († 1333). Von seinem Bruder Konrad ist lediglich bekannt, dass er 1345 Kanoniker am Kollegiatstift Neumünster in Würzburg war. Der andere Bruder, Engelbert II. († 1341), heiratete Isengarde von Eppstein und sollte wohl die Grafschaft Nidda erben, aber sein früher Tod verhinderte dies. Somit folgte Gottfried VII. seinem Vater als regierender Graf in Ziegenhain und in Nidda. Seine Schwester Sophie heiratete 1341 Herzog Albrecht IV. von Sachsen-Lauenburg, die andere Schwester, Adelheid, heiratete 1333 Heinrich von Truhendingen und war nach dessen Tod 1378/1384 Äbtissin im Kloster Kaufungen.
Zu wichtigen Lebensdaten Gottfrieds – seinem Geburtsjahr und seiner Eheschließung – finden sich auch innerhalb seriöser Quellen wie den Regesten der Ziegenhainer Grafen im Landesgeschichtlichen Informationssystem Hessen (LAGIS) erhebliche Widersprüche. Sein Geburtsjahr dürfte 1312 gewesen sein, das Jahr nach der Eheschließung seiner Eltern, wird jedoch oft mit 1326 angegeben. Schon 1327 soll er Domherr zu Münster gewesen sein; damals wurden allerdings auch Kinder und Jugendliche, die Chor- oder Klosterschulen besuchten, als „Domicellarius“ bezeichnet. Da er bereits 1336 in mehreren ziegenhainischen Regesten als mit seiner Ehefrau Agnes aktiv Handelnder erscheint, bestehen auch Zweifel hinsichtlich der Datierung seiner Verlobung und Heirat mit Agnes von Falkenstein-Münzenberg, die in ziegenhainischen Regesten mit 1345, respektive vor 1349 angegeben werden. Auch einige der überlieferten Lebensdaten seiner Kinder lassen sich schwerlich mit einer derart späten Eheschließung Gottfrieds VII. mit Agnes vereinbaren: Isengart heiratete bereits 1356, und Gottfried VIII. wurde nach mancher Lesart nicht erst 1350, sondern schon 1330 geboren.
Der Ehe entstammten jedenfalls drei namentlich bekannte Kinder:
- Isengart († 1361), ⚭ 1356 Eberhard I. von Eppstein;
- Agnes, ⚭ vor 28. Oktober 1370 Kraft IV. von Hohenlohe-Weikersheim († 1399), was nach 1450 zu schweren Erbstreitigkeiten um die Grafschaften Ziegenhain und Nidda führen sollte;
- Gottfried VIII. (* 1330 oder 1350, † 1394), ⚭ 1371 oder 1377 Agnes von Braunschweig, folgte dem Vater als Graf von Ziegenhain und Nidda.

In einer Urkunde vom 28. Dezember 1355 teilt Kaiser Karl IV. mit, er habe Papst Innozenz VI. darum ersucht, dem edlen Gottfried, Sohn des Grafen Gottfried von Ziegenhain, ein Kanonikat in Mainz zu verleihen. Da eine kirchliche Laufbahn damals üblicherweise nur für nachgeborene Söhne geplant wurde, deutet dies auf einen älteren, aber dann verstorbenen Bruder hin. Im Jahre 1360 ist nur Gottfried (VIII.) als Sohn Gottfrieds VII. bekundet.

## Leben
Gottfried wurde bereits zu Lebzeiten seines Vaters dessen Mitregent und erhielt Nidda, Gemünden an der Straße und Staufenberg. Wie schon frühere Grafen von Ziegenhain so agierten auch Johann I. und Gottfried VII. vorsichtig und oft lavierend zwischen den mächtigeren und miteinanderer rivalisierenden Nachbarn Hessen und Kurmainz. So verkauften sie im Februar 1344 während einer neuen Fehde zwischen Landgraf Heinrich II. und Erzbischof Heinrich III. von Virneburg ein Viertel von Burg und Stadt Nidda nebst allem Zubehör, Dörfern, Leuten, Gerichten usw. an das Erzbistum Mainz, obwohl sie zu diesem Zeitpunkt mit dem Landgrafen verbündet waren. Doch schon im Oktober 1344 schlossen sie ein neues Bündnis mit Landgraf Heinrich II. gegen Kurmainz. Im Juli 1346 trat Gottfried mit seinen Burgen Nidda, Burg-Gemünden und Staufenberg und mit 25 Mann mit Helmen und 25 Mann mit Panzern, gegen Erhalt von 500 Mark lötigen Silbers, für drei Monate in den Dienst des Erzbischofs Heinrich III., der sich gerade gegen den am 7. April 1346 von Papst Clemens VI. zum neuen Mainzer Erzbischof ernannten Gerlach von Nassau behaupten musste.
In den folgenden Jahren geriet Gottfried mehrfach mit Nachbarn in Streit, so mit dem Landgrafensohn Otto und dem Fuldaer Fürstabt Heinrich VI. von Hohenberg.
Gottfried gliederte seine Grafschaft verwaltungstechnisch in sechs Ämter, teilweise bereits von seinem Vater eingerichtet: (Ziegenhain, Gemünden (Wohra), Rauschenberg, Schönstein, Neukirchen und Schwarzenborn), drei Gerichte (Landsburg, Ottrau, Röllshausen) und die Stadt Treysa; die kleine Grafschaft Nidda sowie Staufenberg und Burg-Gemünden waren Exklaven.
Gottfried und sein Sohn Gottfried VIII. waren führende Mitglieder im Sternerbund, einem gegen die Expansionspolitik der Landgrafschaft Hessen gerichteten Bund von Fürsten, Grafen, Herren, Rittern und geistlichen Herrschaften, und dessen Bundeskapitel wurde in der Burg Ziegenhain abgehalten. Gottfried VII., neben Herzog Otto I. von Braunschweig-Göttingen einer der beiden Bundeshauptleute, lieferte den Vorwand, die Fehde zu eröffnen, als er im Sommer 1371 seine Bundesgenossen mit fälschlichen Anschuldigungen gegen den Landgrafen Heinrich II. aufwiegelte. Offene Feindseligkeiten begannen im September, und im November 1371 erklärte der Landgraf offiziell die Fehde.
Hauptstützpunkt der Sterner war die Burg Herzberg aufgrund ihrer strategisch wichtigen Lage an der Heer- und Handelsstraße „Kurze Hessen“ und zwischen den Interessensgebieten der Landgrafschaft Hessen, der Abtei Hersfeld, der Grafschaft Ziegenhain und der Reichsabtei Fulda. Im August 1372 begannen die Landgrafen Hermann II., Neffe und Mitregent Heinrichs II., und Balthasar von Thüringen, die Burg mit einem großen Heer zu belagern, mussten diese jedoch abbrechen, als Gottfried VII. mit einem noch größeren Entsatzheer von der Schwalm her auf die Burg vorrückte. Hermann II. zog durch ziegenhainsches Gebiet nach Marburg, dabei Neukirchen und Schwarzenborn verwüstend, und Balthasar fand in Hersfeld Zuflucht.
Gottfried VII. starb noch im Verlauf der nach den Kämpfen bei der Burg Herzberg und bei Hersfeld ausgefochtenen Scharmützeln; am 8. November 1372 wird er als verstorben erwähnt. Sein Sohn Gottfried VIII. folgte ihm als regierender Graf von Ziegenhain und Nidda sowie als Hauptmann des Sternerbunds.